# Le Chevalier de la révolte
Pour plus de détails, voir Fiche technique et Distribution.
Le Chevalier de la révolte (titre original : Vespro siciliano) est un film italien réalisé par Giorgio Pàstina en 1949.
Ce long métrage en noir et blanc s'inspire des Vêpres Siciliennes, un opéra en cinq actes de Giuseppe Verdi, sur un livret d'Eugène Scribe et Charles Duveyrier créé en 1855.

## Synopsis
Dans les années 1280, se déroulent les histoires parallèles d'Elena, promise comme épouse à Giovanni da Procida, puis obligée d'épouser le duc de Saint-Rémy, gouverneur de Palerme et de Laura, fille d'un meunier amoureuse d'un pêcheur et déshonorée par un soldat français du gouverneur au cours de la seconde fête de Pâques. Ces faits provoquent l'indignation des Siciliens qui avec Giovanni da Procida se rebellent contre Charles d'Anjou, rébellion connue sous le nom de Vêpres siciliennes.

## Fiche technique
- Titre original : Vespro siciliano
- Réalisation : Giorgio Pàstina
- Scénario : Fulvio Palmieri (it), Emilio Cecchi, Domenico Meccoli (it), Oreste Biancoli, Giorgio Pàstina
- Sujet : D'après Les Vêpres siciliennes, d'Eugène Scribe et Charles Duveyrier
- Photographie : Domenico Scala
- Scénographe : Gino Morici (it)
- Musique : Enzo Masetti
- Montage : Mario Serandrei
- Société de production : Giuseppe D'Angelo pour Epica Film
- Société de distribution : Fincine (Italie)
- Pays d'origine :  Italie
- Langue : italien
- Format : Noir et blanc – 1,37:1 – 35 mm – Son mono
- Genre : Drame historique
- Durée : 91 minutes
- Année : 1949
- Dates de sortie :
  -  Italie : 1949
  -  Portugal : 25 octobre 1950
- Autres titres connus :
  -  Royaume-Uni : Sicilian Uprising (titre international)
  -  États-Unis : Sicilian Uprising
  -  Portugal : O Vingador Negro

## Distribution
- Marina Berti : Laure (Laura)
- Clara Calamai : Hélène de Caltabellotta (Elena di Caltabellotta)
- Roldano Lupi : Jean de Procida (Giovanni da Procida)
- Steve Barclay (en) : Capitaine Drouet
- Paul Müller : le duc de Saint-Rémy, le gouverneur de Palerme
- Ermanno Randi : Roger, fiancé de Laure
- Aldo Silvani : L'abbé de Saint-Esprit
- Carlo Tamberlani : Thomas, le père de Laure
- Aroldo Tieri : Foulques, le ménestrel
- Gianni Glori : Marc (Marco)
- Franco Santoro : Alain (Alaimo)
- Gabriele Ferzetti
- Felice Minotti
- Francesco A. Bertini
- Nicoló Chiarini